# Lisandro Alonso
Lisandro Alonso (Buenos Aires, 2 de junio de 1975) es un director y guionista de cine argentino. Además, ha sido productor, editor y ayudante de dirección. Dos de sus filmes han sido seleccionados en el Festival de Cine de Toronto, y ha sido premiado en el Festival de Gijón en 2008. Su película Jauja fue galardonada con el premio Fipresci de la Crítica Internacional en la sección Un Certain Regard del festival de Cannes en 2014.

## Trayectoria
Lisandro Alonso, bonaerense, estudió en la Fundación Universidad del Cine (FUC). Trabajó como productor de cine y ayudante de dirección, antes de pasar a la dirección.
Desde 2001 ha dirigido cinco filmes, de los que también es guionista: La libertad, Los muertos, Fantasma, Liverpool y Jauja (co-guionada junto a Fabián Casas).
Sus películas fueron seleccionadas para el Festival Internacional de Cine de Toronto, en 2004, Los muertos y, en 2008, Liverpool. 
En 2008 ganó, con la película Liverpool, el premio Principado de Asturias al mejor largometraje del Festival de Cine de Gijón.

## Características de su cine
El cine de Lisandro Alonso se inscribe dentro del llamado cine independiente o indie, de planteamientos radicales y sin concesiones al cine entendido como producto. La construcción de sus películas se apoya en un ritmo emocional, de carácter intimista.[cita requerida]
Las secuencias, con planos fijos y mantenidos, permiten participar al espectador a través de la emoción y reconocer la identidad humana de los personajes.[cita requerida] El ritmo y las imágenes de sus películas rozan las técnicas documentales. El paisaje, interior o exterior, es un elemento más de sus películas. Los personajes vagan por el espacio propuesto por el director en busca del sentido de su vidas [cita requerida].
El mismo Lisandro Alonso manifestó —tras su película Liverpool, de 2008— que le había dejado "una impresión de ternura, más femenina, más bonita, más narrativa, pero a veces un poco cruel".
En declaraciones realizadas en 2014, el cineasta manifestó su interés en que sus films lleguen al gran público, y sugirió que esto no ocurre debido a que cuenta con un presupuesto de lanzamiento acotado. "No creo que haga películas para festivales. Yo quiero que las vea el mayor número de gente posible. Pero igual no tengo la cantidad de dinero que tienen otros para promocionarlas." Liverpool, su penúltimo film, vendió en Argentina 1.689 entradas, muchas de ellas a un precio especialmente accesible, generando una recaudación de apenas $ 9.713 pesos (aproximadamente 630 dólares estadounidenses a valores de 2017). A su vez, sinceró que el punto de partida de sus películas no es el argumento sino la elección de locaciones. "Lo primero que hago es buscar las locaciones y luego encuentro una excusa para poder filmar allí, habitarlas. A veces miro fotos en Internet y cojo el coche y voy a ver sitios, sobre todo en los alrededores de Buenos Aires". Y confesó que no le interesa mucho el cine de sus colegas. "Mi trabajo es realizar filmes más que verlos. Y en cualquier caso no hay mucho para ver. Los contemporáneos no me interesan tanto". "No sé. Es lo mismo que cuando me dicen ¿te gusta el fútbol? Y... no. ¿Pero te gusta jugarlo? Sí, me encanta".

## Repercusión
Según Deborah Young, de The Hollywood Reporter: "Alonso ha construido un culto de seguidores alrededor de un puñado de películas elegantes y minimalistas, hechas para mentes contemplativas".
El propio Alonso, en una entrevista que brindó en 2015, reconoció el impacto crucial que tuvo el Festival de Cannes en su carrera al incluir el film La Libertad en la sección Un Certain Regard de su edición de 2001: "(La Libertad) estuvo en un VHS como un año y medio, hasta que vino un francés y decidió que tenía que proyectarse en el Festival de Cannes. A partir de eso mi suerte cinematográfica se transformó en la que es hoy en día, que es mucha para lo que yo había pensado que podía llegar a ser. Me considero afortunado. Creo que estuve en el lugar adecuado en el momento justo".
Al respecto de Jauja, Jordan Hoffman, de New York Daily News, comentó: "Aún con el paisaje de la Patagonia, esta película son 10 miligramos de Ambien [nombre comercial estadounidense de un inductor del sueño]", y agrega: "Hace lo mejor posible con sus prístinos paisajes naturales, pero existe una línea entre lo ingeniosamente contemplativo y lo lisa y llanamente aburrido. Este film eventualmente la cruza hasta 'Ciudad de la Siesta'. Cuando el momento más emocionante de una película es un hombre acostándose a dormir, es hora de moverse a otra sala de cine". A su vez, Pere Vall, de la revista española Fotogramas, escribió que la experiencia resultante al ver este film "depende de la posición del espectador ante la puesta en escena y su predisposición a imaginar en un relato plagado de cabos sueltos, quizá porque la gracia es no atarlos".
Mientras que Ángel Quintana, de la revista Caimán Cuadernos de Cine, sentenció: "Desde que La libertad pasó por la sección Un certain regard del Festival de Cannes se creó una conciencia de que el nombre de Lisandro Alonso suponía una importante renovación dentro del cine argentino, marcando un punto y aparte respecto a los representantes de la generación de los noventa. Con el tiempo se afirmó como un cineasta de culto que supo atrapar alguna cosa del aire estético de un cierto tiempo alineándose en las filas de un cierto minimalismo. El anuncio de que Lisandro empezaba a rodar en Patagonia una película con Viggo Mortensen generó un cierto escepticismo. Parecía como si hubiera sucumbido hacia lo convencional rodando una película con estrella. Afortunadamente, Jauja no supone únicamente un paso hacia delante dentro de la estética de Lisandro Alonso, sino un auténtico salto mortal que lo desplaza del territorio del cineasta de culto para festivales para pasar a ser uno de los grandes. No es ninguna exageración afirmar que Cannes 2014 habrá sido el año de Jauja y que Lisandro Alonso se proyectará como uno de los cineastas más relevantes. Jauja es una preciosa joya. Ahora toca cuidarla".
Jauja, protagonizada por Viggo Mortensen y coproducida por compañías de Argentina, Dinamarca, Francia, México, Estados Unidos, Alemania, Brasil y Países Bajos, compitió en la sección Un Certain Regard del Festival de Cine de Cannes de 2014. Su película más reciente, Eureka, se estrenó en el Festival Internacional de Cine de Cannes de 2023 en la sección Cannes Premiere. 

## Filmografía
Director y guionista de las películas
- 1995 - Dos en la vereda (cortometraje)
- 2001 - La libertad
- 2004 - Los muertos
- 2006 - Fantasma
- 2008 - Liverpool
- 2014 - Jauja
- 2023 - Eureka

## Premios y reconocimientos
Festival de Cannes
| Año  | Categoría        | Trabajo nominado | Resultado |
| ---- | ---------------- | ---------------- | --------- |
| 2014 | Premios FIPRESCI | Jauja            | Ganador   |

- 2005 - Los muertos - Premio 'Czech TV' (Independent Camera)
- 2008 - Liverpool - Premio Principado de Asturias al mejor Largometraje del Festival de Cine de Gijón

### En español
- "El tiempo de Lisandro Alonso" -cinerastas.com- 17 de enero de 2009
- Entrevista con Lisardo Alondo en Tren de sombras, 26 de noviembre de 2006
- Ficha en Cinenacional.com

### En inglés
- Ficha en Internet Movie Database (en inglés)
- "Lisandro Alonso - Mostly in his own words" (en inglés)

- Datos: Q2568123
- Multimedia: Lisandro Alonso / Q2568123